# J'ai trahi Hitler
Pour les articles homonymes, voir Rotation.
Pour plus de détails, voir Fiche technique et Distribution.
J'ai trahi Hitler (Rotation) est un film est-allemand réalisé par Wolfgang Staudte, sorti en 1949.

## Synopsis
Behnke est un mécanicien qui souhaite rejoindre le parti nazi pour s'assurer une bonne vie. Toutefois, après que ses voisins juifs ont été enlevés, il change de point de vue. Essayant de rester hors de la vie politique, il se retire de la réalité et devient un ouvrier nazi.

## Fiche technique
- Titre : J'ai trahi Hitler
- Titre original : Rotation
- Réalisation : Wolfgang Staudte
- Scénario : Erwin Klein, Fritz Staudte et Wolfgang Staudte
- Musique : H.W. Wiemann
- Photographie : Bruno Mondi
- Montage : Lilian Seng
- Décors : Willy Schiller et Willi Eplinius
- Pays d'origine :  Allemagne de l'Est
- Format : Noir et blanc - Mono
- Genre : Drame
- Durée : 80 minutes
- Date de sortie : 1949

## Distribution
- Paul Esser : Hans Behnke
- Irene Korb : Charlotte Blank Behnke
- Karl Heinz Deickert : Hellmuth Behnke
- Reinhold Bernt (en) : Kurt Blank
- Reinhard Kolldehoff : Rudi Wille
- Werner Peters : Udo Schulze
- Brigitte Krause : Inge

## Récompenses et distinctions
- Léopard d'or au Festival de Locarno.